# Hemipterodes subrotundata
Hemipterodes subrotundata är en fjärilsart som beskrevs av Louis Beethoven Prout 1936. Hemipterodes subrotundata ingår i släktet Hemipterodes och familjen mätare. Inga underarter finns listade i Catalogue of Life.